# Ashland (Wisconsin)
Ashland is een plaats (city) in de Amerikaanse staat Wisconsin, en valt bestuurlijk gezien onder Ashland County.

## Demografie
Bij de volkstelling in 2000 werd het aantal inwoners vastgesteld op 8620.
In 2006 is het aantal inwoners door het United States Census Bureau geschat op 8202, een daling van 418 (-4,8%).

## Geografie
Volgens het United States Census Bureau beslaat de plaats een oppervlakte van
35,4 km², waarvan 34,7 km² land en 0,7 km² water.

## Plaatsen in de nabije omgeving
De onderstaande figuur toont nabijgelegen plaatsen in een straal van 36 km rond Ashland.